# Logisticus quentini
Logisticus quentini là một loài bọ cánh cứng trong họ Cerambycidae.